# Susanne Wolff
Susanne Wolff, född 1 maj 1973 i Bielefeld, Nordrhein-Westfalen, är en tysk skådespelerska.

## Utmärkelser
Wolff har bland annat vunnit Tyska filmpriset för bästa kvinnliga huvudrollsinnehavare 2013 för Mobbing.

## Roller i urval
- 2004, 2015 – Tatort (TV-serie) (4 avsnitt)
- 2008 – Das Fremde in mir
- 2011 – The Three Musketeers
- 2012 – Mobbing
- 2018 – Styx
- 2023 – Sisi & Ich
- 2025 – Köln 75